# Яворова-Коса
Тоннель Яворова-Коса (хорв. Tunel Javorova Kosa) — автомобильный тоннель в Хорватии на магистрали A6. Длина 1 490 метров, Яворова-Коса — второй по длине тоннель шоссе A6 после тоннеля Тухобич. Проложен под горой Яворова-Коса в направлении с запада на восток на участке магистрали Врбовско — Равна-Гора. Непосредственно за западным въездом в тоннель расположена зона отдыха Равна-Гора и съезд к одноимённому посёлку.
Яворова-Коса состоит из двух тоннелей, в каждом из них движение осуществляется в одном направлении по двум полосам. A6 — платный автобан, плата за проезд по тоннелю взимается в рамках оплаты проезда по магистрали. Отдельной платы за проезд по тоннелю не существует.

## Строительство
Строительство тоннеля было начато в 2000 году, однако годом позже контракт на строительство с компаниями Spie Batignolles и Mediteran Union Tunel был расторгнут, когда оставалось пройти всего 232 метра. В 2002 году был подписан новый контракт со сплитской компанией Konstruktor, которая завершила строительство первого тоннеля в июле 2003 года. С этого момента движение в тоннеле осуществлялось по одной полосе в каждом направлении. В 2008 году было закончено строительство второго тоннеля, после чего организовано двухполосное движение в одном направлении в каждом из тоннелей.

## Особенности

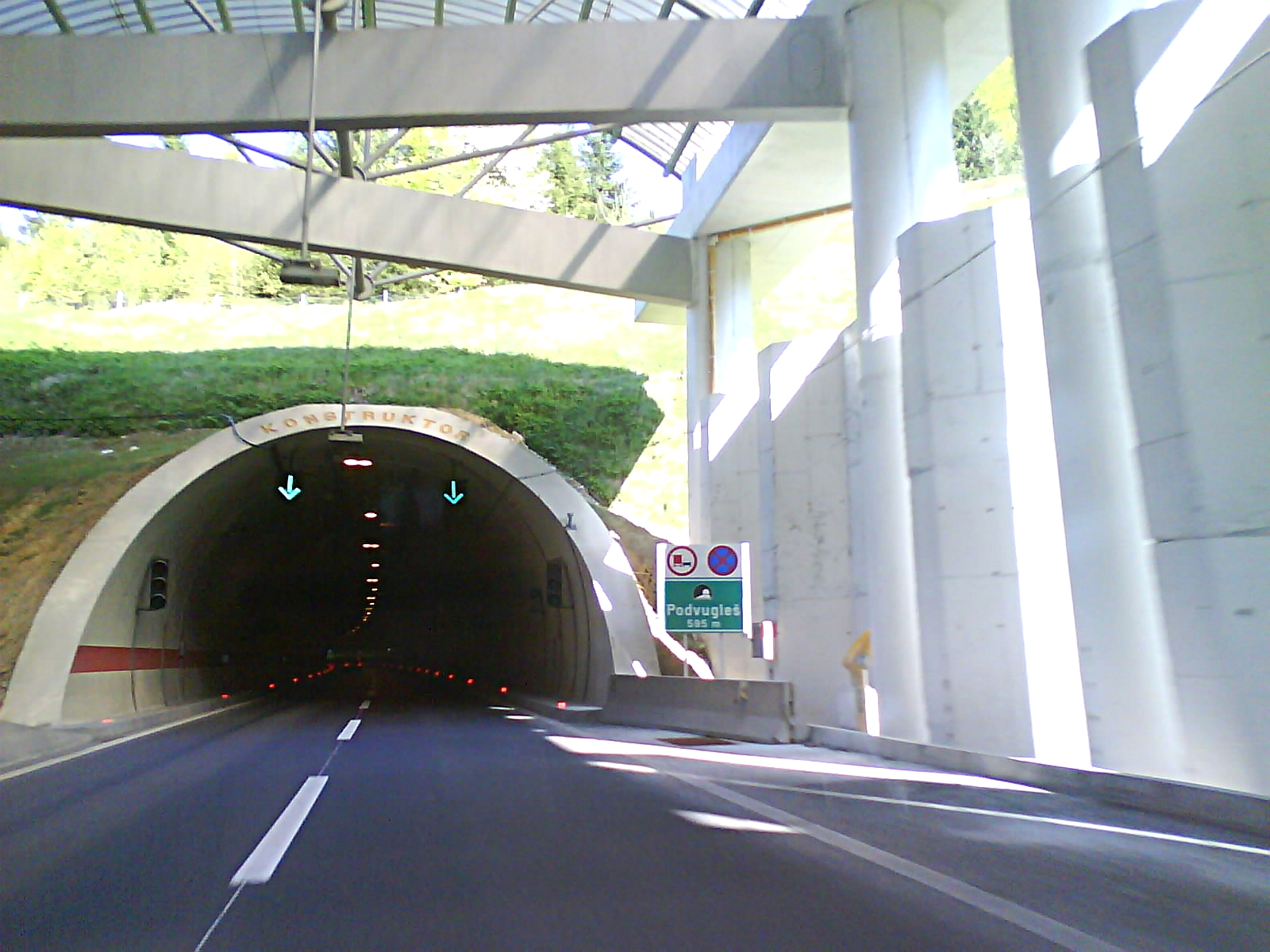
Защитная крыша между тоннелями Яворова-Коса и Подвуглеш

С восточной стороны тоннель Яворова-Коса отделён от ещё одного тоннеля Подвуглеш (Podvugleš, длина 610 метров) участком открытого пространства длиной всего 60 метров. Для снижения рисков, связанных с резкими изменениями условий вождения (дождь, снег, порывы ветра), этот 60-метровый участок закрыт прозрачной крышей. Длина крыши — 66 метров, ширина — 45 метров. Она поддерживается тремя рядами бетонных колонн 11-метровой высоты. Защитная система участка позволяет осуществлять вентиляцию и существует возможность экстренного выхода.

## Трафик
Поскольку автобан A6 является платным, трафик через тоннель учитывается по числу машин, миновавших пункты оплаты. Согласно статистике, на участке трассы, в которую входит тоннель Яворова-Коса, дневной трафик в среднем за год составляет 11 979 автомобилей, дневной трафик в среднем за лето — 20 091 машина. Столь резкий рост движения летом объясняется тем, что магистраль A6 — один из основных путей, по которому туристы следуют на курорты Адриатики.